# Wilkowice (gmina)

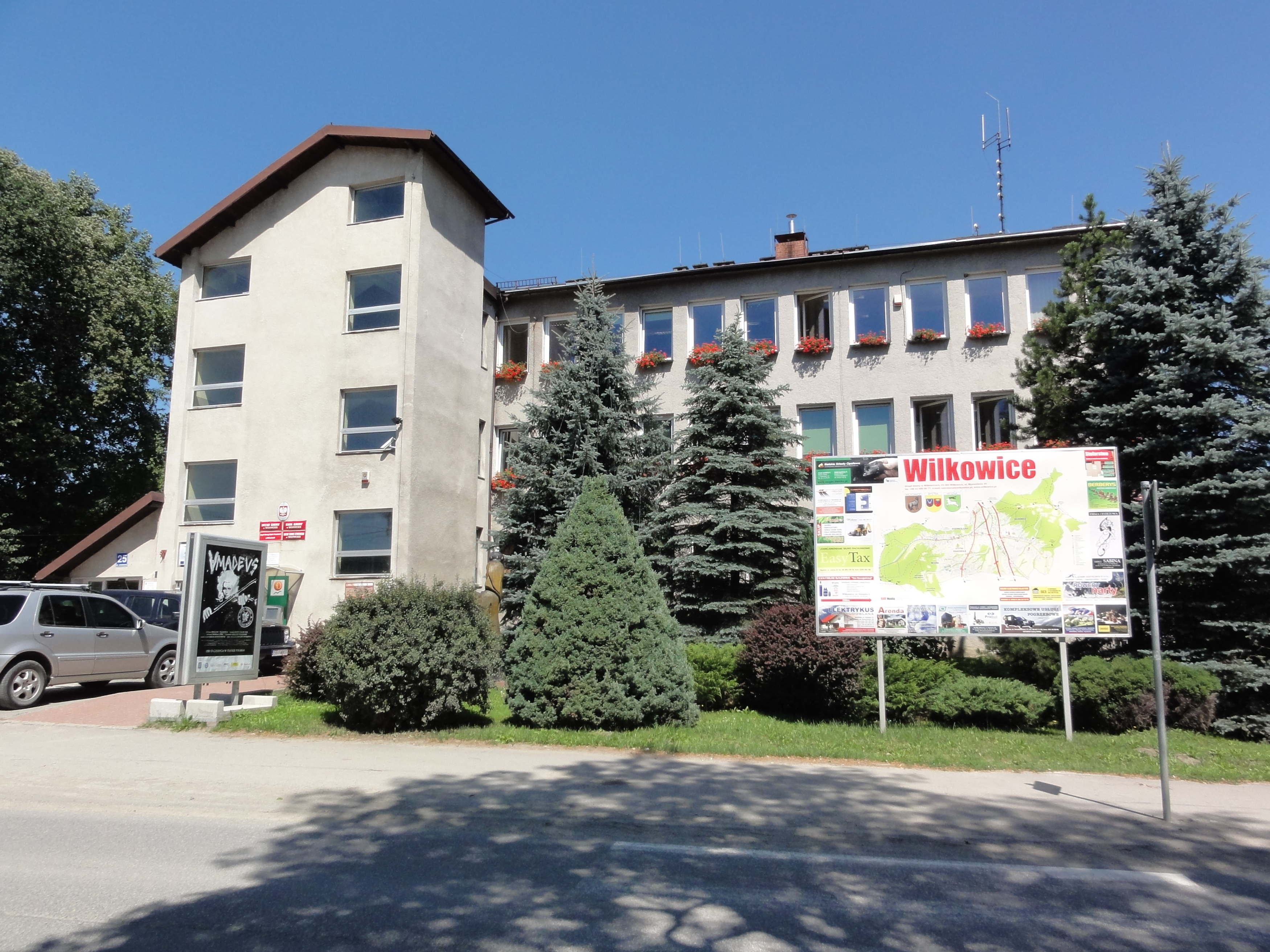
Urząd Gminy Wilkowice

Wilkowice – gmina wiejska w województwie śląskim, w powiecie bielskim. W latach 1975–1998 gmina położona była w województwie bielskim. Według danych z 31 grudnia 2012 gminę zamieszkiwały 13 092 osoby, z kolei w roku 2016 populacja gminy wynosiła 13 327 osób. Powierzchnia gminy wynosi 33,9 km².
W skład gminy wchodzą trzy sołectwa: Wilkowice – siedziba gminy oraz Bystra (obejmujące dawne wsie Bystra Krakowska i Bystra Śląska) i Meszna.
Gmina Wilkowice jest częścią aglomeracji Bielskiej, Bielskiego Okręgu Przemysłowego i gminą wchodzącą w skład Nadleśnictwa Bielskiego.

## Struktura powierzchni
Według danych z roku 2002 gmina Wilkowice ma obszar 33,9 km², w tym:
- użytki rolne: 38%
- użytki leśne: 50%

Gmina stanowi 7,41% powierzchni powiatu.

## Demografia
Dane z 30 czerwca 2004:
| Opis                              | Ogółem | Ogółem | Kobiety | Kobiety | Mężczyźni | Mężczyźni |
| --------------------------------- | ------ | ------ | ------- | ------- | --------- | --------- |
| jednostka                         | osób   | %      | osób    | %       | osób      | %         |
| populacja                         | 13 092 | 100    | 6359    | 52,2    | 5815      | 47,8      |
| gęstość zaludnienia (mieszk./km²) | 359,1  | 359,1  | 187,6   | 187,6   | 171,5     | 171,5     |

Populacja gminy stanowi 12,46% liczby ludności powiatu bielskiego.

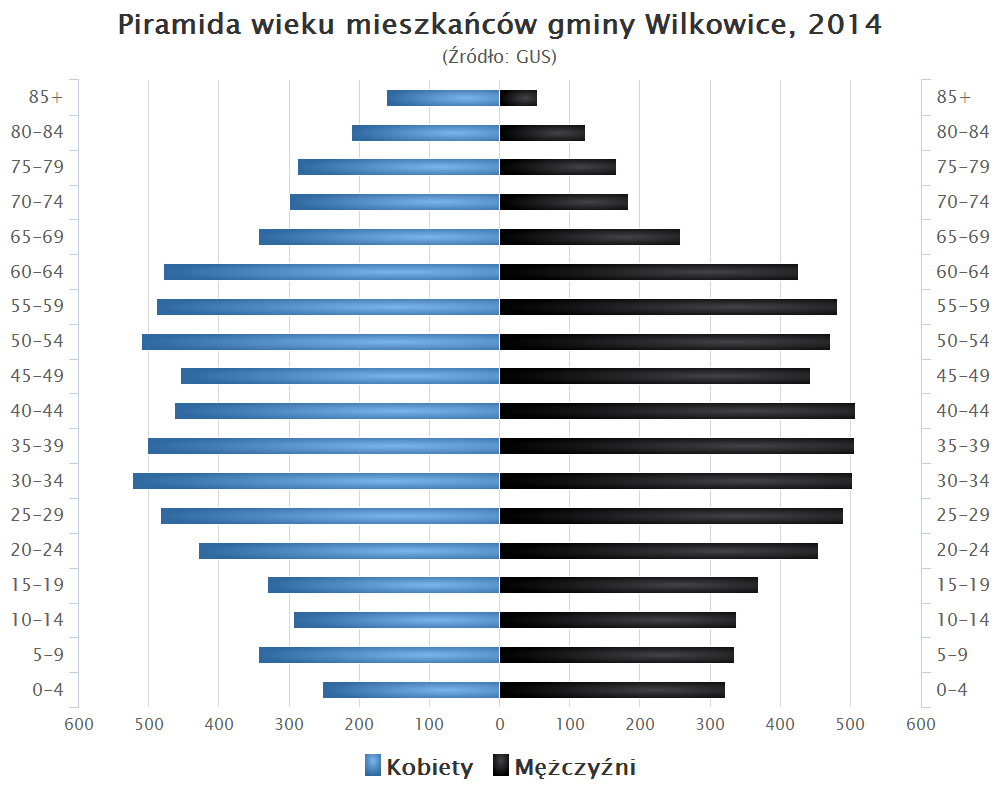
Piramida wieku mieszkańców gminy Wilkowice w 2014 roku

## Media[5]
Gmina posiada własną stronę internetową oraz miesięcznik, wydawany od 2013 roku pod nazwą "Głos Gminy Wilkowice". Oprócz tego w gminie działają liczne instytucje zajmujące się promocją regionu, kulturą i obwieszczaniem różnego rodzaju nowych wydarzeń. Na internetowym portalu gminy można znaleźć także elektroniczne wydanie popularnej "Gazety Region".

## Kościoły w gminie[7]

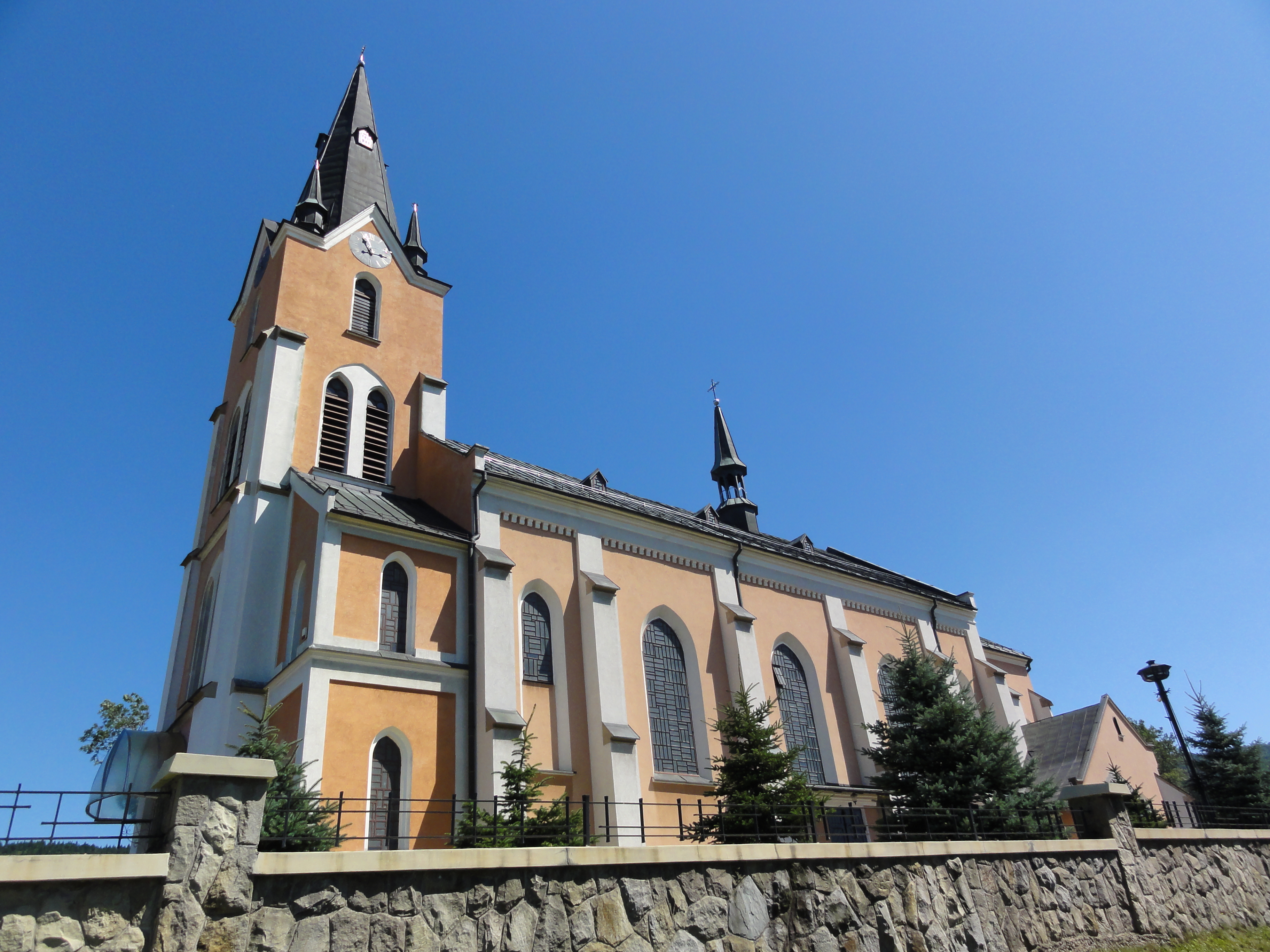
Kościół św. Michała Archanioła w Wilkowicach
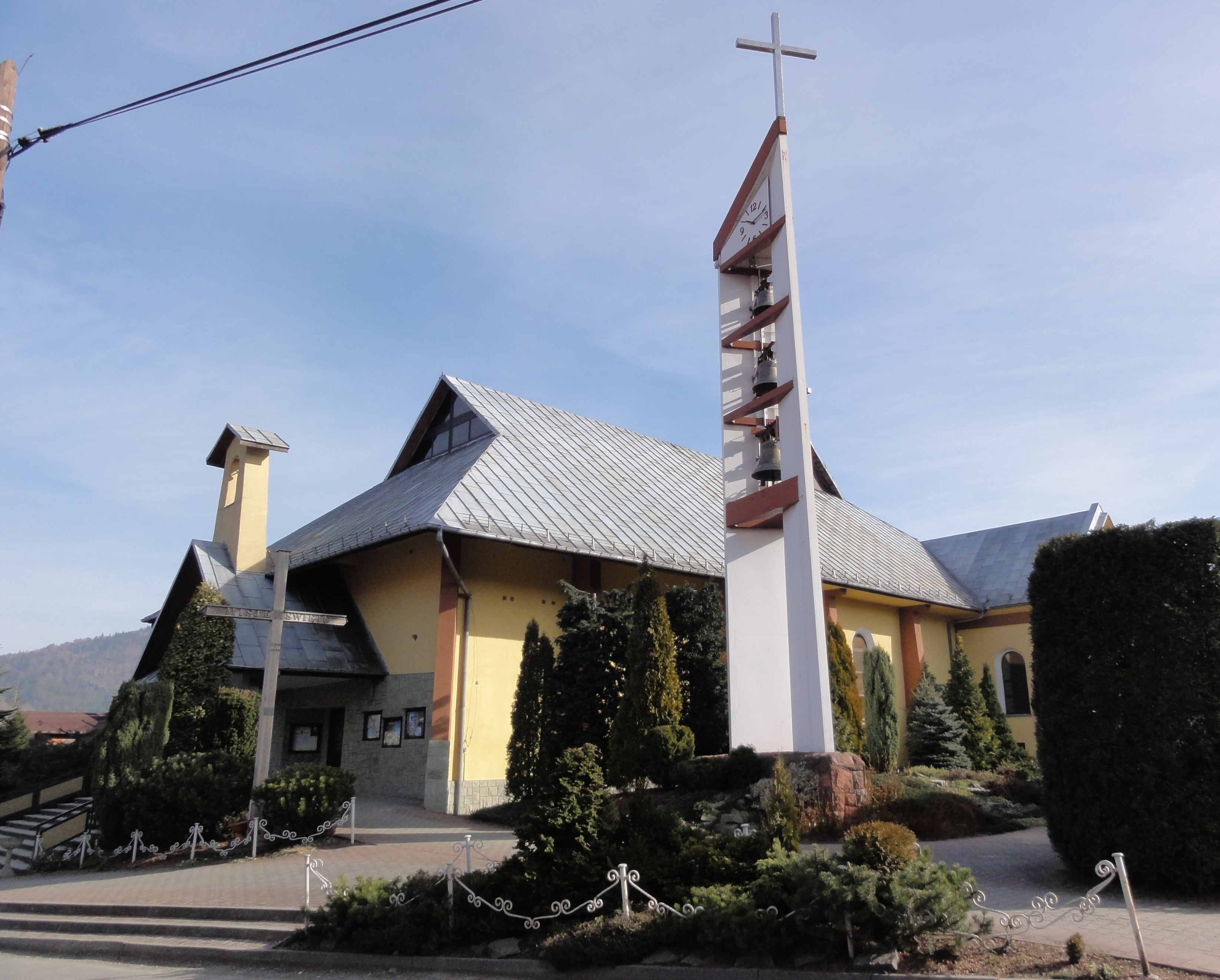
Kościół Wniebowzięcia NMP w Bystrej
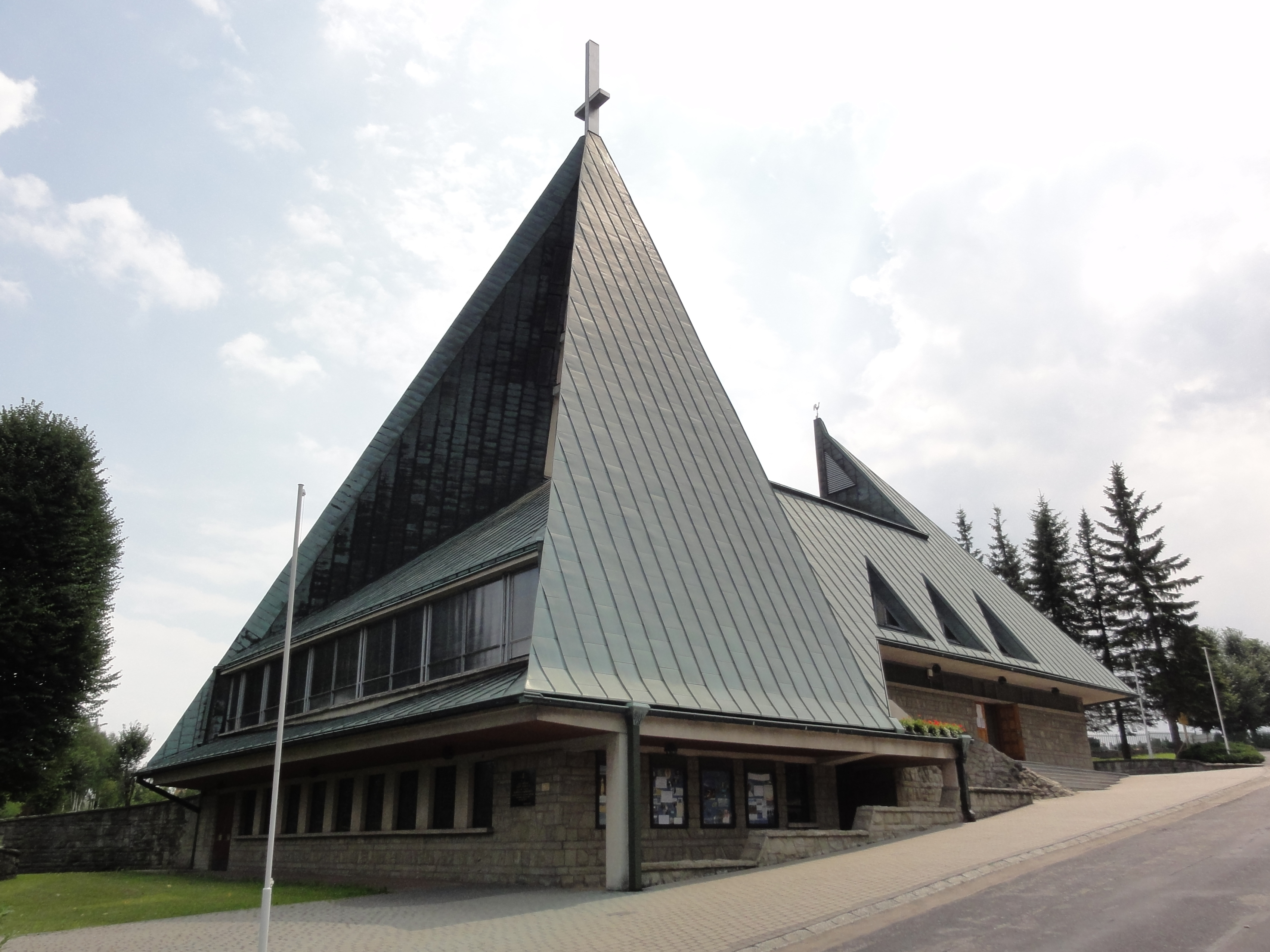
Kościół Najdroższej Krwi Pana Jezusa Chrystusa w Bystrej
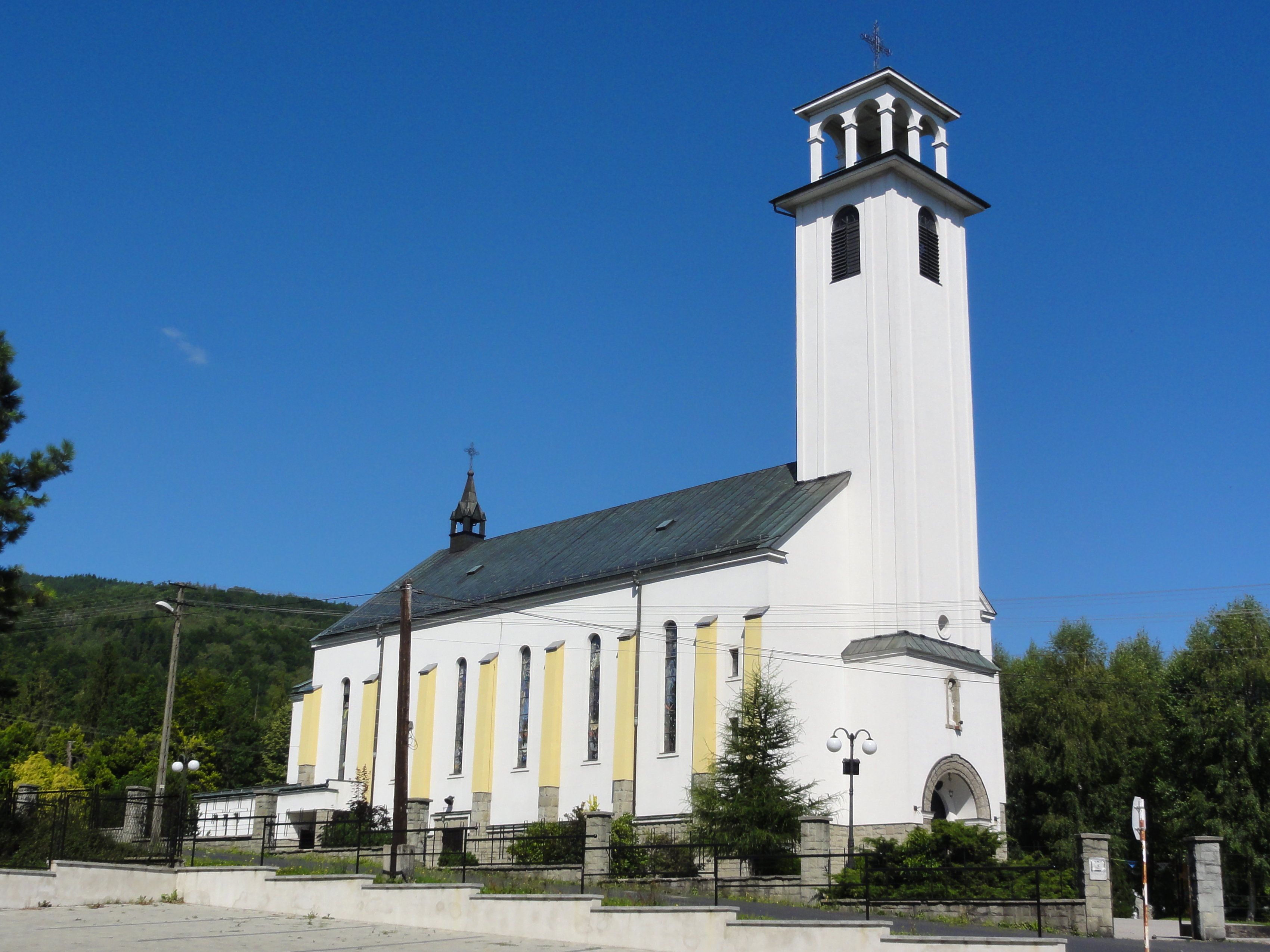
Kościół Niepokalanego Serca w Mesznej

## Edukacja w gminie
- Szkoła podstawowa nr. 1 w Wilkowicach im. Władysława Jagiełły
- Szkoła podstawowa nr. 2 w Wilkowicach im. Królowej Jadwigi (gimnazjum)
- Szkoła podstawowa nr. 1 im. Synów Pułku w Bystrej
- Szkoła podstawowa nr. 2 im. Juliana Fałata w Bystrej (gimnazjum)
- Zespół szkolno-przedszkolny w Mesznej

Na terenie gminy znajdują się czynne 2 szkoły podstawowe, 2 gimnazja, zespół szkolno-przedszkolny w Mesznej oraz 2 przedszkola publiczne i jedno niepubliczne w Wilkowicach.

## Gminy partnerskie[9]
- Gmina Likavka – Słowacja

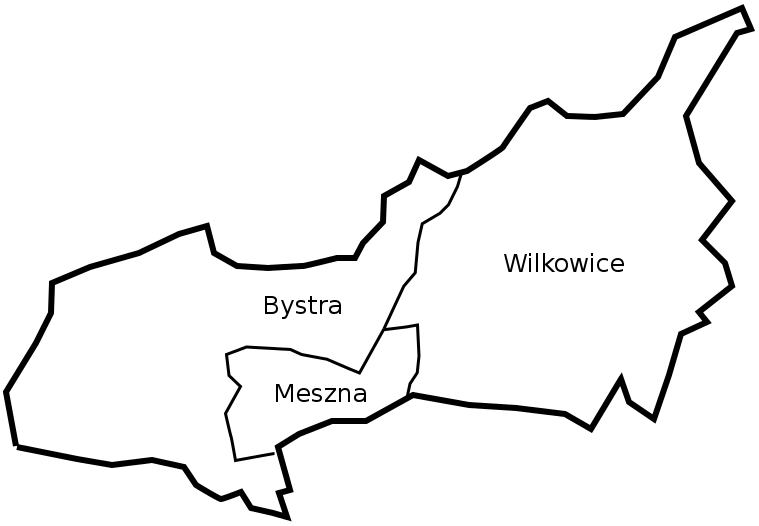
Podział administracyjny gminy Wilkowice

- Gmina Bziny – Słowacja
- Gmina Krasna – Czechy
- Gmina Lubiewo – Polska

## Wójtowie gminy Wilkowice
- Jan Cholewa (1990–2006)[10]
- Mieczysław Rączka (2006–2018)[11]
- Janusz Zemanek (2018–2024)[12]
- Maciej Mrówka (od 2024)[13]

## Sołectwa
| Herb          | Sołectwo                | TERYT   | Sołtys              | Sołtys (2019)       | Powierzchnia (w ha) | Ludność (2008) | Ludność (2011) | Gęstość zaludnienia (os./km²) | Położenie |
| ------------- | ----------------------- | ------- | ------------------- | ------------------- | ------------------- | -------------- | -------------- | ----------------------------- | --------- |
| herb Wilkowic | Wilkowice (wieś gminna) | 0076612 | Ryszard Rączka      | Łukasz Ślusarczyk   | 1750                | 6749           | 6761           | 371,2                         |           |
| herb Bystrej  | Bystra                  | 1000338 | Żywisław Zasiadczuk | Żywisław Zasiadczuk | 1379                | 4034           | 4100           | 281,9                         |           |
| herb Mesznej  | Meszna                  | 0076606 | Antoni Kufel        | Antoni Kufel        | 261                 | 1950           | 2064           | 701,5                         |           |

## Sąsiednie gminy
Bielsko-Biała, Buczkowice, Czernichów, Kozy, Łodygowice, Szczyrk